# سرخس (ترکمنستان)
سَرَخس (به لاتین: Serakhs) شهری در ترکمنستان و مرکز شهرستان سرخس در ولایت آخال است. سرخس ۹٬۵۸۵ نفر جمعیت دارد و ۲۸۵ متر بالاتر از سطح دریا واقع شده‌است.
شهر سرخس در کناره سمت راست رود تجن (هریرود) واقع شده‌است و مرز ترکمنستان و ایران در امتداد این رود از این شهر می‌گذرد. اطراف این شهر بیابانی است.
کناره روبه‌روی این شهر در آن طرف رود تجن شهر سرخس ایران قرار دارد. در سرخس ترکمنستان در کنار رود، ایستگاه قطار خط آهن قزاقستان به ترکمنستان و ایران به عنوان یک گذرگاه مرزی عمل می‌کند.

## تاریخ
واحه سرخس از دیرباز مسکونی بوده‌است. در حاشیه جنوب شرقی سرخس ترکمنستان ویرانه‌های شهر قدیمی سرخس دیده می‌شود که بازمانده‌های آن شامل ۱۲۰ تپه قدیمی است. این محل از هزاره دوم پیش از میلاد تا ۱۸۳۲ میلادی مسکونی بود. در آن سال سرکوب شورش محلی توسط سپاهیان ایرانی باعث متروکه شدن روستا شد.
روستای امروزی سرخس در ترکمنستان در سال ۱۸۸۴ به عنوان یک پایگاه نظامی روسیه در مرز با ایران ساخته شد و ساکنان ان را مهاجران روس و لهستانی تشکیل می‌دادند. در اواخر سده ۱۹ میلادی سرخس به عنوان مرکز شهرستان تجن در استان ماورای خزر بود. جمعیت آن در سال ۱۸۹۷ میلادی ۱۵۲۰ نفر بود که از این تعداد ۴۸٫۸ درصد روس؛ ۱۹٫۸ درصد لهستانی؛ ۸٫۹ درصد لیتوانیایی؛ ۵٪ ارمنی؛ ۳٫۸ درصد ایرانی؛ ۳٫۳ درصد ترکمن؛ ۳٪ اوکراینی؛ ۲٫۶ درصد یهودی؛ و ۲٫۲ درصد آلمانی بودند.
در نزدیکی شهر سرخس آثار باستانی متعددی به چشم می‌خورد. کاوش‌های باستان‌شناسی در محلی به نام «مله حیران» در ۱۵ کیلومتری شهر ویرانه‌های یک آتشکده زرتشتی از دوره ساسانیان یافت شده‌است. محراب این آتشکده تقریباً سالم مانده‌است.
در نزدیکی ده قدیمی سرخس آرامگاه ابوالفضل (سرخس‌بابا)، مربوط به سده‌های میانه به چشم می‌خورد. در شش کیلومتری جنوب سرخس ویرانه‌های آرامگاه مشهور دیگری از قرن یازدهم یعنی آرامگاه یاردی‌گنبد قرار دارد.
در زمان قاجار ترکمانان به محدوده خراسان حمله نمودند برای همین ایل پاسارگادیان که امروزه یه ایل علی میرزایی مشهور هستند از شیراز به خراسان آمدند و به دفع ترکمانهای مهاجم پرداختند و برای جلوگیری از هجوم مجدد آنها در شهر سرخس ساکن شدند که امروزه جمعیت غالب شهر از فرزندان همان مرزبانهای دلیر ایل علی میرزایی هستند . شهر سرخس ازجمله شهر های دو تکه دنیا است قسمتی از آن در ترکمنستان است . جغرافیایی انسانی در فاصله سرخس تغییر میکند . روستاهایی با نام کافر قلعه نیز یادگار زمان حمله ترکمانها بوده که پس از دفع ترکمنها توسط مرزبانهای ایل علی میرزایی تصرف و نگهبانی شده شده است از جمله روستای اسلام قلعه در نزدیکی سرخس می باشد .

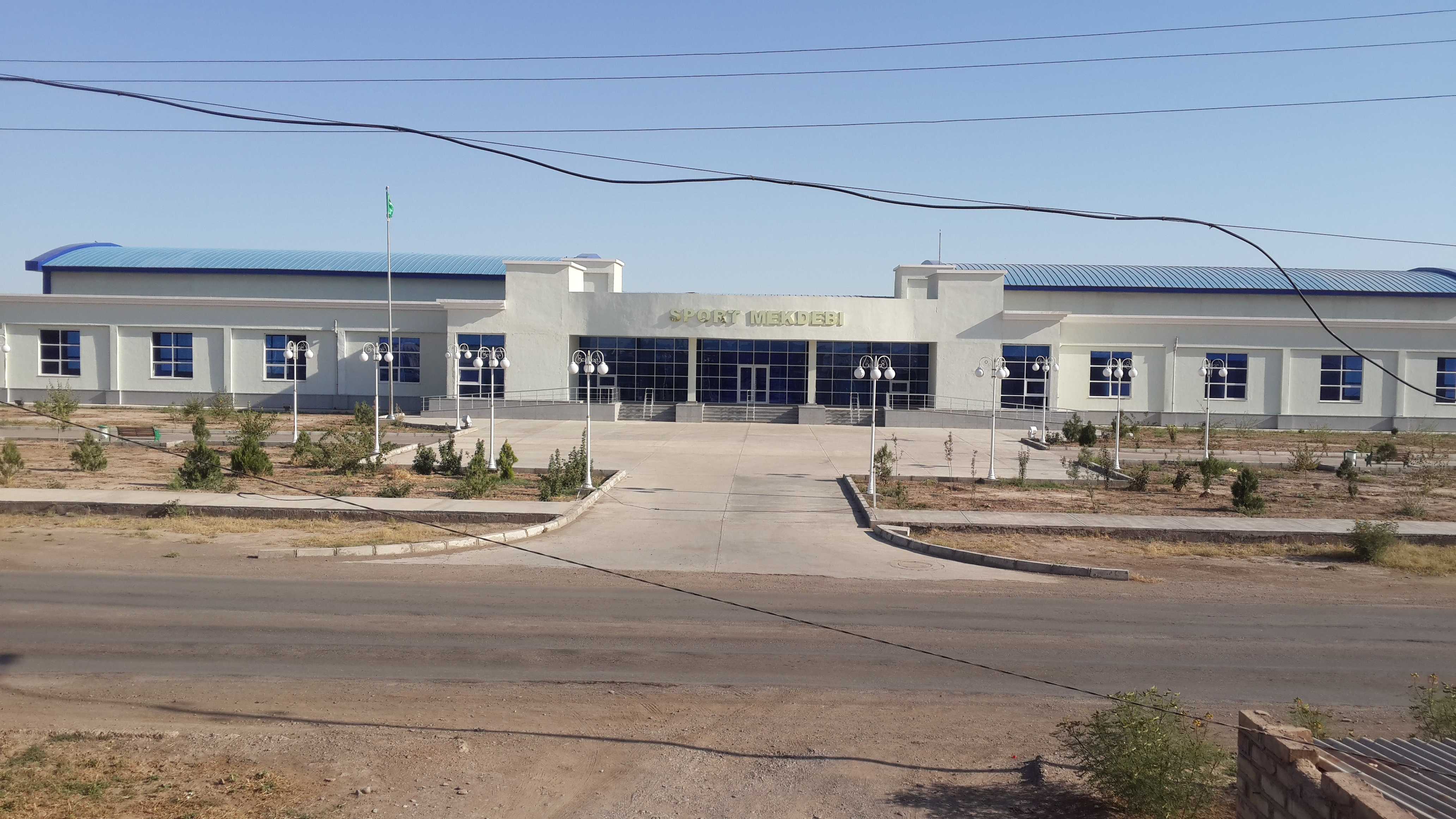
آموزشگاه ورزش در سرخس